# Inukai Tsuyoshi
Inukai Tsuyoshi  (Okayama, 20 de abril de 1855 — Tóquio, 15 de maio de 1932) foi um político do Japão. Ocupou o lugar de primeiro-ministro do Japão de 13 de dezembro de 1931 a 16 de maio de 1932. Foi assassinado por soldados que participavam de uma rebelião militar que ficou conhecida como Incidente de 15 de Maio.